# Erk, Heves
Erk  este un sat în districtul Heves, județul Heves, Ungaria, având o populație de 938 de locuitori (2011). 

## Demografie
Componența etnică a satului Erk
     Maghiari (65,99%)
     Romi (34,01%)
Componența confesională a satului Erk
     Romano-catolici (70,47%)
     Fără religie (10,13%)
     Reformați (2,35%)
     Luterani (1,39%)
     Necunoscută (15,14%)
     Greco-catolici (0,53%)
     Alte religii (0,53%)
Conform recensământului din 2011, satul Erk avea 938 de locuitori. Din punct de vedere etnic, majoritatea locuitorilor (65,99%) erau maghiari, cu o minoritate de romi (34,01%).  Din punct de vedere confesional, majoritatea locuitorilor (70,47%) erau romano-catolici, existând și minorități de persoane fără religie (10,13%), reformați (2,35%) și luterani (1,39%). Pentru 15,14% din locuitori nu este cunoscută apartenența confesională.